# El Buni
El Buni (El Bouni según la ortografía francesa) es un municipio argelino situado en el vilayato de Annaba. 
Es sede del campus de la Facultad de Letras y Ciencias Humanas de la Universidad Badji Mokhtar de Annaba.